# Berkeley (Regno Unito)
Berkeley (/ˈbɑːrkliː/) è una cittadina del Gloucestershire, in Inghilterra. Si trova sulla riva sinistra del fiume Severn, nel distretto di Stroud.

## Storia
Berkeley è attestata per la prima volta nel 824 come Berclea, che in Old English significa "prato di betulle".
Nel Castello di Berkeley venne imprigionato e morì Edoardo II.
A Berkeley vi nacque Edward Jenner.